# Гоффа, Альберт
Альберт Гоффа (нем. Albert Hoffa; 31 марта 1859, Ричмонд — 31 декабря 1907, Кёльн) — немецкий хирург-ортопед.

## Биография
Альберт Гоффа родился в Ричмонде (британская колония Натал в Южной Африке). Сын немецкого врача, практиковавшего в Претории. Провёл детство в Южной Африке, затем учился в гимназии в Касселе, изучал медицину в Марбургском университете и во Фрайбурге. С 1897 года — профессор Вюрцбургского университета, там же держал частную ортопедическую клинику. С 1902 года работал в Берлине. С 1892 года редактировал «Zeitschr. f. orthopädischen Chirurgie». Умер в Кёльне (Рейнская провинция, Германская империя).

## Научная деятельность
Гоффе принадлежит ряд работ по прикладной хирургии и ортопедии, в которых он особенно подробно развил учение о сколиозах, и о лечении искривлений посредством особых аппаратов; в устроенной при его клинике мастерской изготовлялись многие изобретённые им аппараты. Он же с большим успехом применял массаж и врачебную гимнастику. Его «Lehrbuch der orthopädischen Chirurgie» (Штуттг., 3 изд., 1898) переведён на многие европейские языки.